# Sinterklaas en de Verdwenen Pakjesboot
Sinterklaas en de Verdwenen Pakjesboot is een Nederlandse jeugdfilm uit 2009, geregisseerd door Martijn van Nellestijn. Met in de hoofdrollen Pamela Teves, Erik-Jan Slot, Inge Ipenburg, Hetty Heyting. De film is een vervolg op Sinterklaas en het Geheim van het Grote Boek. De filmmakers kregen halverwege oktober 2009 de Gouden Film Award voor meer dan 100.000 bezoekers.

## Verhaal
Als Sinterklaas en Diego door toedoen van de boeven Joris en Boris op een ochtend in de haven van Spanje aankomen blijkt de Pakjesboot 12 verdwenen te zijn. Een race tegen de klok begint om de boot terug te vinden.  Als blijkt dat de pieten een dag eerder naar Nederland zijn gegaan met het idee dat Sinterklaas aan boord is beginnen de problemen steeds groter te worden. Helemaal als twee kinderen, Chris en Nathalie, zich aan boord verstopt hebben en zo meevaren naar Nederland. Voor het geval de Sint niet tijdig aanwezig is wordt een nepsint voor de intocht in gereedheid gebracht.

## Rolverdeling
| Acteur                  | Personage          | Opmerkingen                |
| ----------------------- | ------------------ | -------------------------- |
| Wim Rijken              | Sinterklaas        |                            |
| Harold Verwoert         | Diego              |                            |
| Martine van Os          | Pieta              |                            |
| Jeffrey Erens           | Postpiet           |                            |
| Brigitte Nijman         | Fotopiet           |                            |
| Tony Neef               | Perspiet           |                            |
| Alex van Bergen         | Pakjespiet         |                            |
| Pamela Teves            | Dr. Brein          |                            |
| Martijn van Nellestijn  | Joris              |                            |
| Richard de Ruijter      | Boris              |                            |
| Erik-Jan Slot           | Agent de Bok       |                            |
| Frederik de Groot       | Inspecteur Jankers |                            |
| Christian Nieuwenhuizen | Chris Dakjes       |                            |
| Lisa Lumeij             | Nathalie Beekman   |                            |
| Aad van Toor            | Adriaan            |                            |
| Hetty Heyting           | Tante Til          |                            |
| Inge Ipenburg           | Mevrouw Dakjes     |                            |
| Gerard Joling           | zichzelf           |                            |
| Frans Mulder            | Van Brumelen       |                            |
| Richard Groenendijk     | Dr. on Holliday    |                            |
| Henkjan Smits           |                    | Burgemeester               |
| Kiki Classen            |                    | Assistente burgemeester    |
| Sipke Jan Bousema       |                    | Verslaggever               |
| Arend Langenberg        |                    | Sky Radio-nieuwslezer      |
| Frans Bauer             |                    | Kapitein van de Pakjesboot |
| Pierre Kartner          |                    | Stand-in Sinterklaas       |
| Djumbo                  | zichzelf           |                            |

## Prijzen en nominaties
| Jaar | Festival   | Prijs       | Categorie | Ontvanger              | Informatie      |
| ---- | ---------- | ----------- | --------- | ---------------------- | --------------- |
| 2009 | NFF & NFVF | Gouden film |           | Martijn van Nellestijn | 29 oktober 2009 |